# Електронна енергія
Електро́нна ене́ргія (рос. электронная энергия, англ. electronic energy) — розрахована в адіабатичному наближенні для ізольованої системи ядер та електронів сума кінетичної та потенціальної енергії електронів в полі нерухомих ядер.